# In the Flesh (Pink Floyd)
In the Flesh è una canzone della band britannica Pink Floyd pubblicata all'interno dell'album The Wall, nel 1979.

## Composizione
Il brano dura 4 minuti e 19 secondi. L'introduzione è la medesima di quella di "In the Flesh?"; al suo termine entra il coro, che intona una melodia dai toni pacati, accompagnato dall'arpeggio di una chitarra elettrica, seguito dalla voce di Waters. La canzone finisce con una sessione strumentale molto simile a quella che l'ha aperta, mentre si sentono in sottofondo le grida di un pubblico in visibilio, che introducono la successiva Run Like Hell.

## Trama
Come le altre canzoni nell'album The Wall, "In the Flesh" narra una parte della storia di Pink, il protagonista. Questa canzone in particolare, mostra come i suoi concerti possano essere paragonati a raduni politici. In preda a un'allucinazione causata dalla droga assunta per mezzo del dottore del brano Comfortably Numb, Pink si immagina durante un concerto, mentre canta davanti al suo fedele pubblico, con lo stesso atteggiamento di un dittatore che parla alla folla. L'artista ordina ai suoi uomini di mettere contro il muro tutti coloro che considera indegni (omosessuali, un nero, un ebreo, un ragazzo "con i brufoli", un altro che fuma marijuana ma anche un uomo di cui semplicemente non si fida).

## Versione film
Nella versione film canta Bob Geldof, che interpreta Pink, alcune parole del testo sono state modificate senza però modificare il senso: "Are there any queers in the theatre tonight?" nel film diventa "Are there any queers at the audience tonight?" mentre "There's one in the spotlight, he don't look right to me!" nel film diventa "There's one in the spotlight he don't look right!".

## Esecutori
- David Gilmour - sintetizzatore ARP quadra, chitarre[1]
- Nick Mason - batteria[2]
- Roger Waters - voce, basso, VCS3[1]
- James Guthrie - sintetizzatore ARP quadra[1]
- Freddie Mandell - organo[1]
- Bob Ezrin - sintetizzatore prophet-5[1]
- Joe Chemay - coro[1]
- Stan Farber - coro[1]
- Jim Haas - coro[1]
- Bruce Johnston - coro[1]
- John Joyce - coro[1]
- Toni Tennille - coro[1]